# 飽間光泰
飽間 光泰（あくま みつやす）は、南北朝時代の武将。

## 経歴・人物
播磨国坂越荘の地頭。元弘の乱では赤松則村・則祐親子に従う。元弘3年/正慶2年（1333年）赤松則祐と共に摩耶山寺に布陣し、佐々木時信ら率いる幕府軍を破る。その後、赤松則村に従い六波羅を攻める。観応2年/正平6年（1351年）観応の擾乱の恩賞として寺田範長より播磨国赤穂郡矢野荘重遠名を譲られる。翌年の文和元年/正平7年（1352年）より十数年間に渡り矢野荘の公文職などを巡って東寺と争った。